# Том Ґомпф
Том Ґомпф (англ. Tom Gompf, 17 березня 1939) — американський стрибун у воду.
Призер Олімпійських Ігор 1964 року.